# فرودگاه چورچبریدگ
فرودگاه چورچبریدگ (به انگلیسی: Churchbridge Airport) یک فرودگاه همگانی است که یک باند فرود چمن دارد و طول باند آن ۷۴۷ متر است. این فرودگاه در کشور کانادا قرار دارد و در ارتفاع ۵۳۲ متری از سطح دریا واقع شده‌است.